# Gonzalo Pizarro
Gonzalo Pizarro y Alonso (1510 - 1548) spanyol konkvisztádor. Hernando és Francisco Pizarro féltestvére és Juan Pizarro vér szerinti testvére.

## Élete
1530-1533-ban Francisco Pizarro féltestvérével részt vett a perui inka birodalom meghódításában. 1539-ben a másik féltestvérével, Hernando Pizarroval legyőzte Charcas (bolíviai régió) őslakosait.
Francisco Pizarro kinevezte Quito kormányzójává, de 1541-ben elhagyta a várost egy kelet felé tartó expedíción, hogy megkeresse a fahéjfákat és az aranyföldet (Eldorádó), amelyek nagy vagyont értek volna. Ez nagyobb expedíció volt, két-háromszáz spanyollal, négy ezer teherhordó indiánnal és számos kutyával. Útja során kegyetlenül megkínozta a bennszülött indiánokat, ha nem segítettek neki a fahéjfák és az arany megtalálásában. Az Andok láncain átjutva emberfeletti küzdelmekkel átverekedték magukat az amazonasi dzsungelen és lejutottak a Coca-folyó partjára. Itt kis bárkát építettek, és itt Pizarro előreküldte helyettesét, Orellánát, hogy egy kisebb csapattal a további útvonalat felderítse. Orellana az arany és a fahéjfák megtalálásának dicsőségét magáénak szerette volna tudni, így nem tért vissza Pizarrohoz. Pizzaro hiába küldött felderítőosztagot Orellana után, nem akadt a nyomára. Így a nehézségektől elcsigázottan visszafordult. 
Szinte az összes kísérő indiánja, aki élelmezési és fegyverhordozóként szolgált, meghalt az amazonasi esőerdőn átvezető útján. 1542 júliusában, amikor visszaért Quito-ba; emberei közül csak 80 maradt életben.  
Miután a spanyol királyság 1542-ben új rendelkezéseket hozott az Újvilág számára, amelyek korlátozták az egykori hódítók kiváltságait, lázadást vezetett a spanyol korona ellen. 1544-ben legyőzte Blasco Nunez Vela spanyol alkirályt és Peru kormányzójává nyilvánította magát. Végül 1548-ban Pedro de la Gasca őt győzte le, és a következő nap, mint lázadót kivégezték.